# Johanna Beutin
Johanna Beutin, geb. Schnoor (23. November 1895 in Dalberg–13. Februar 1935 in Bützow-Dreibergen) war eine KPD-Funktionärin und mecklenburgische Widerstandskämpferin.

## Leben
Johanna Schnoor wurde 1895 als eines von neun Geschwistern in Dalberg unweit von Schwerin geboren.
In Badendiek nahe Güstrow besuchte sie die Landschule und fand im Anschluss hier zunächst Anstellung als Landarbeiterin. In Badendiek lernte sie auch ihren späteren Ehemann Heinrich Beutin kennen. Das Paar heiratete im April 1919, noch im selben Jahr bekamen sie einen Sohn.
Die Familie wurde in den Nachkriegsjahren in Güstrow ansässig, wo Heinrich Beutin als Tischler tätig war. Johanna Beutin arbeitete als Krankenschwester beim Arbeiter-Samariter-Bund. Aufgrund seiner Kriegserlebnisse im Ersten Weltkrieg entwickelte Heinrich Beutin eine zunehmend kritische Haltung gegenüber Krieg und Militarismus und schloss sich der Arbeiterbewegung an. Um 1920 trat er der KPD bei. Johanna Beutin folgte ihm einige Jahre später. Beide waren über mehrere Jahre hinweg als Parteifunktionäre im Kreis Güstrow tätig. 1932 traten sowohl Johanna als auch Heinrich Beutin für die KPD zu den Landtagswahlen am 5. Juni 1932 in Mecklenburg-Schwerin an.
Durch diese politische Arbeit geriet sie in den Fokus der NSDAP. Bereits Anfang 1933 wurde das Ehepaar das erste Mal festgenommen. Während Heinrich Beutin bis Ende Mai 1933 in Haft saß, wurde Johanna Beutin nach kurzer Zeit wieder auf freien Fuß gesetzt. Nach ihrer Entlassung beteiligte sie sich am Wiederaufbau der KPD als illegale Organisation im Unterbezirk Güstrow mit den Ortsgruppen Bützow, Gielow, Groß Wokern, Güstrow, Malchin, Neukalen, Stavenhagen und Teterow. Johanna Beutin nahm die Funktion der Hauptkassiererin wahr und betätigte sich als Kurierin. Sowohl sie als auch ihr Mann stellten zusammen mit anderen Mitstreitern regimekritische Flugblätter her, in denen sie zum Widerstand gegen Hitler aufforderten.
Doch schon im April 1934 begann in Mecklenburg eine erneute Verhaftungswelle, im Zuge derer auch das Ehepaar Beutin festgenommen und nach Bützow-Dreibergen verbracht wurde. Misshandlungen und demütigende Verhöre führten wahrscheinlich dazu, dass Johanna Beutin sich am 13. Februar 1935 in Gefangenschaft das Leben nahm.

## Nachwirken
Seit dem 15. November 1975 erinnert am Wohnhaus der Beutins in der Bülower-Straße 5 in Güstrow eine Gedenktafel an das Ehepaar.
Zudem wird den Beutins in der Inschrift des Ehrenmals für die Opfer des Widerstandes gegen den Faschismus auf dem Friedhof Güstrow gedacht.